# Egoboo
Egoboo 是3D 开源地下城探索动作角色扮演游戏，全力支持 Windows XP，Vista，Linux，Mac OS X等平台，而更早的Windows平台提供有限支持。一个下载站Sourceforge记录了约47万次下载，和Linux/*BSD发行版仓库里也可以找到。

## 历史
Egoboo是Aaron Bishop的原创作品，此人曾被称为"Programmer X"。在兄弟Ben Bishop帮助下，游戏开源释放。但不久因为失去兴趣，计划搁浅。一段时间之后"Zippy Project"接手。不久Zippy project失败。Johan Jansen (alias "Zefz")继续开发他的"Resurrection" project。2008年终于回到了sourceforge.net。
就是现在的Egoboo，仍在稳步进行，"Resurrection" 成了 “官方”Egoboo（页面存档备份，存于）。

## 开发
Egoboo使用改进的id Tech 2引擎。
Egoboo有4人"开发团队"，但是还有很多其他人自行开发新模块，如物品，怪物，角色（职业）。
Egoboo修改异常简便，所以新武器，怪物之类的不用修改下层源代码就可添加。Egoboo 使用自己的脚本语言改动所有对象（包括角色，物品， 怪兽，家具之类）控件的3D建模使用 .md2 格式，纹理映射则是 .bmp 格式
Egoboo用外部程序Egomap修改模块。这个软件问题重重，开发进度较低。

## 玩法
没有完整的世界地图。而使用地区设定，一系列可用 "模块"。一个"模块"完成，更多的就可以使用。
多数只对应于保存的角色，除了那些入门模块，其他的完成初始模块才能使用。
游戏很大程度围绕战斗，游戏中有几种不同的武器种类以及不同的杀伤效果，也对应不同的敌人。
模块都有推荐人数，游戏最多支持4人同时进行，鼠标和键盘各支持一个玩家。
除了物理作战能力，有些角色还有魔法。魔法有两种，神圣系divine和奥术系arcane。神圣系主要用于治疗。手上没有武器时治疗周围的同伴，借由圣物可以发挥更为强大的能力。奥术魔法凭借魔法书，产生各种效果多数为了攻击和增强。魔法消耗mana。

## 故事
Egoboo故事沿着Bishopia国王Lord Bishop被捉住的线路发展。不知为何，他被邪恶的Dracolich带走勇者前去营救。Dracolich隐蔽在Abyss只能通过秘密的Catacombs到达。Catacombs 被封闭了，但是，可以用传说中的“昔日的Sporks”解除。
必须通过五个宫殿，恢复Sporks，让Catacombs开启。

## 职业
Egoboo现在有9种职业，每种都有独特技能。而且都有特定的"起始模块"。结束"起始模块"，此时角色自动被存档，才能进入其他地区。保存的职业数目没有限制，但是可选的角色数目有限。
僵尸无法在一开始就选择，需要用特定的秘密条件激活。

## 世界观
首先可以接触的地方是五处宫殿，必须依照顺序完成，5个魔法Spork收集后，Catacombs就打开了。 Catacombs包括两关，之后，完成Abyss关卡就可以结束故事主线。
除了主要的地下城，还有平静的城镇和城市。现在有Zippy村和Bishopia首都。
特殊的挑战模块只在特定的等级如 K'nife's Heist 可用，适合Rogues。 Rogue完成且 K'nife 活着就能开启。

## 多人游戏
目前只支持"热座"形式（用同一台电脑）。多人游戏是开发目标（会有合作，竞速，夺取等模式）。